# Łyżwiarstwo szybkie na Zimowych Igrzyskach Olimpijskich Młodzieży 2012 – bieg masowy dziewcząt
Bieg masowy dziewcząt został przeprowadzony 20 stycznia w Innsbrucku w hali Eisschnellaufbahn. Młodzieżową mistrzynią olimpijską została Holenderka Sanneke De Neeling. Srebrny medal zdobyła Koreance Su Ji Jang, natomiast brąz wywalczyła Japonka Sumire Kikuchi.

## Wyniki
| Pozycja | Numer | Zawodniczka           | Kraj             | Czas               | Strata             |
| ------- | ----- | --------------------- | ---------------- | ------------------ | ------------------ |
|         | 6     | Sanneke De Neeling    | Holandia         | 6:01.06            | –                  |
|         | 10    | Su Ji Jang            | Korea Południowa | 6:01.13            | +0.07              |
|         | 16    | Sumire Kikuchi        | Japonia          | 6:01.24            | +0.18              |
| 4       | 14    | Elizaweta Kazelina    | Rosja            | 6:01.47            | +0.41              |
| 5       | 25    | Michelle Uhrig        | Niemcy           | 6:03.09            | +2.03              |
| 6       | 8     | Rio Harada            | Japonia          | 6:03.56            | +2.50              |
| 7       | 17    | Gloria Malfatti       | Włochy           | 6:03.91            | +2.85              |
| 8       | 2     | Leia Behlau           | Niemcy           | 6:06.66            | +5.60              |
| 9       | 9     | Mi Jang               | Korea Południowa | 6:07.44            | +6.38              |
| 10      | 21    | Marina Salnikowa      | Rosja            | 6:07.63            | +6.57              |
| 11      | 23    | Shi Xiaoxuan          | Chiny            | 6:09.17            | +8.11              |
| 12      | 4     | Alina Bianca Danescu  | Rumunia          | 6:09.66            | +8.60              |
| 13      | 11    | Clare Jeong           | USA              | 6:11.73            | +10.67             |
| 14      | 19    | Anne Michiels         | Belgia           | 6:21.26            | +20.20             |
| 15      | 28    | Kaja Ziomek           | Polska           | 6:21.46            | +20.40             |
| 16      | 12    | Aleksandra Kapruziak  | Polska           | 6:22.03            | +20.97             |
| 17      | 20    | Elizaweta Proszorenko | Kazachstan       | 6:23.20            | +22.14             |
| 18      | 24    | Bianca Lorena Stănică | Rumunia          | 6:26.07            | +25.01             |
| 19      | 13    | Anastazja Kapustyna   | Białoruś         | 6:26.11            | +25.05             |
| 20      | 1     | Altantulga Enkh-Ariun | Mongolia         | 6:38.07            | +37.01             |
| 21      | 5     | Laura de Candido      | Włochy           | Przejechała 6 okr. | Przejechała 6 okr. |
| 22      | 7     | Fu Yuan               | Chiny            | Przejechała 5 okr. | Przejechała 5 okr. |
| 23      | 3     | Martine Lilløy Bruun  | Norwegia         | Przejechała 5 okr. | Przejechała 5 okr. |
| 24      | 26    | Inga Anne Vasaasen    | Norwegia         | Przejechała 4 okr. | Przejechała 4 okr. |
| 25      | 18    | Swietłana Maltsewa    | Kazachstan       | Przejechała 4 okr. | Przejechała 4 okr. |
| 26      | 22    | Suzanne Schulting     | Holandia         | Przejechała 2 okr. | Przejechała 2 okr. |